# 2007-es Teen Choice Awards
A 2007-es Teen Choice Awards a 2006-os év legjobb filmes, televíziós és zenés alakításait értékelte. A díjátadót 2007. augusztus 26-án tartották az kaliforniai Gibson Amphitheatreben, a műsor házigazdája Hilary Duff és Nick Cannon volt. A ceremóniát a Fox televízióadó közvetítette élőben.

## Győztesek és jelöltek
Forrás:

### Filmek
| Legjobb akciófilm | Legjobb színész akciófilmben |
| --- | --- |
| - A Karib-tenger kalózai: A világ végén - 300 - A Fantasztikus Négyes és az Ezüst Utazó - Pókember 3. - Transformers | - Johnny Depp – A Karib-tenger kalózai: A világ végén - Orlando Bloom – A Karib-tenger kalózai: A világ végén - Chris Evans – A Fantasztikus Négyes és az Ezüst Utazó - Shia LaBeouf – Transformers - Tobey Maguire – Pókember 3.                         |
| Legjobb színésznő akciófilmben | Legjobb horror/thriller |
| - Keira Knightley – A Karib-tenger kalózai: A világ végén - Jessica Alba – A Fantasztikus Négyes és az Ezüst Utazó - Kirsten Dunst – Pókember 3. - Megan Fox – Transformers - Lena Headey – 300 | - Disturbia - 1408 - Motel 2. - A 23-as szám - Fűrész III. |
| Legjobb színész horrorban/thrillerben | Legjobb színésznő horrorban/thrillerben |
| - Shia LaBeouf – Disturbia - Jim Carrey – A 23-as szám - Josh Duhamel – Végzetes kitérő - Ryan Gosling – Törés - Jake Gyllenhaal – Zodiákus | - Sophia Bush – Országúti ámokfutó - Jessica Biel – Next – A holnap a múlté - Jordana Brewster – A texasi láncfűrészes mészárlás: A kezdet - Elisha Cuthbert – Rabság - Amber Tamblyn – Átok 2.                                                           |
| Legjobb filmdráma | Legjobb színész filmdrámában |
| - A boldogság nyomában - A tégla - Hullámtörők - Step Up - Lökd a ritmust! | - Will Smith – A boldogság nyomában - Leonardo DiCaprio – A tégla és Véres gyémánt - Ashton Kutcher – Hullámtörők - Adam Sandler – Üres város - Channing Tatum – Step Up                                                                                  |
| Legjobb színésznő filmdrámában | Legjobb vígjáték |
| - Jennifer Hudson – Dreamgirls - Meagan Good – Lökd a ritmust! - Scarlett Johansson – Fekete Dália és A tökéletes trükk - Angelina Jolie – Hatalmas szív - Lindsay Lohan – Anya, lánya, unokája és Bobby Kennedy – A végzetes nap | - Felkoppintva - Jégi dicsőségünk - Evan, a minden6ó - Éjszaka a múzeumban - Ocean’s Thirteen – A játszma folytatódik |
| Legjobb színész vígjátékban | Legjobb színésznő vígjátékban |
| - Will Ferrell – Taplógáz és Jégi dicsőségünk - Sacha Baron Cohen – Borat: Kazah nép nagy fehér gyermeke menni művelődni Amerika és Taplógáz - Steve Carell – Evan, a minden6ó - Jon Heder – Balek-suli és Jégi dicsőségünk - Ben Stiller – Éjszaka a múzeumban | - Sophia Bush – Dögölj meg, John Tucker - Katherine Heigl – Felkoppintva - Kate Hudson – Én, a nő és plusz egy fő - Emma Roberts – Nancy Drew: A hollywoodi rejtély - Jessica Simpson – Akikre büszkék vagyunk! – A hónap dolgozója                       |
| Legjobb áttörő alakítást nyújtó színész | Legjobb áttörő alakítást nyújtó színésznő |
| - Shia LaBeouf – Transformers, Disturbia és Őrangyallal, védtelenül - Chris Brown – Lökd a ritmust! - Justin Long – Die Hard 4.0 – Legdrágább az életed, Szakíts, ha bírsz, Hülyék Paradicsoma és Felvéve - Jaden Smith – A boldogság nyomában - Justin Timberlake – Alpha Dog és A lánc | - Sophia Bush – Dögölj meg, John Tucker és Országúti ámukfutó - Rachel Bilson – Az utolsó csók - Megan Fox – Transformers - Jennifer Hudson – Dreamgirls - Emma Roberts – Nancy Drew: A hollywoodi rejtély                                                |
| Legjobb kémia filmben | Legjobb gonosz |
| - Jaden Smith és Will Smith – A boldogság nyomában - Casey Affleck, Scott Caan, Don Cheadle, George Clooney, Matt Damon, Andy García, Elliott Gould, Eddie Izzard, Eddie Jemison, Bernie Mac, Brad Pitt, Shaobo Qin és Carl Reiner – Ocean’s Thirteen – A játszma folytatódik - Will Ferrell és Jon Heder – Jégi dicsőségünk - Shia LaBeouf és Mark Ryan – Transformers - Seth Rogen és Paul Rudd – Felkoppintva | - Bill Nighy – A Karib-tenger kalózai: A világ végén - Topher Grace – Pókember 3. - Julian McMahon – A Fantasztikus Négyes és az Ezüst Utazó - Al Pacino – Ocean’s Thirteen – A játszma folytatódik - Hugo Weaving – Transformers                         |
| Legjobb harc | Legjobb csók |
| - Orlando Bloom vs. A Bolygó Hollandi legénysége – A Karib-tenger kalózai: A világ végén - Josh Duhamel vs. Blackout – Transformers - Chris Evans vs. Julian McMahon – A Fantasztikus Négyes és az Ezüst Utazó - Tobey Maguire vs. Thomas Haden Church, James Franco és Topher Grace – Pókember 3. - A spártaiak vs. A halhatatlanok – 300                                                                       | - Orlando Bloom és Keira Knightley – A Karib-tenger kalózai: A világ végén - Drew Barrymore és Hugh Grant – Zene és szöveg - Beyoncé és Jamie Foxx – Dreamgirls - Kirsten Dunst és Tobey Maguire – Pókember 3. - Megan Fox és Shia LaBeouf – Transformers |
| Legjobb romantikus film | Leghisztisebb karakter |
| - Holiday - Anya, lánya, unokája - Az utolsó csók - Nászfrász - Zene és szöveg | - Ryan Seacrest – Felkoppintva - Jessica Alba – A Fantasztikus Négyes és az Ezüst Utazó - Steve Carell – Evan, a minden6ó - Cameron Diaz – Holiday - Will Ferrell – Jégi dicsőségünk                                                                      |
| Legjobb táncos jelenet | Legjobb sikoltás |
| - Jenna Dewan és Channing Tatum – Step Up - Will Ferrell és Jon Heder – Jégi dicsőségünk - Ioan Gruffudd – A Fantasztikus Négyes és az Ezüst Utazó - Tobey Maguire – Pókember 3. - Columbus Short – Lökd a ritmust! | - Steve Carell – Evan, a minden6ó - Kate Beckinsale – Elhagyott szoba - Jordana Brewster – A texasi láncfűrészes mészárlás: A kezdet - Jonah Hill – Felvéve - Arielle Kebbel – Átok 2.                                                                    |
| Legjobb nyári akciófilm | Legjobb nyári vígjáték |
| - Harry Potter és a Főnix Rendje - A Bourne-ultimátum - A Fantasztikus Négyes és az Ezüst Utazó - Die Hard 4.0 – Legdrágább az életed - Transformers | - Hajlakk - Férj és férj - Csúcsformában 3. - A Simpson család – A film - Superbad, avagy miért ciki a szex? |

### Televízió
| Legjobb drámasorozat | Legjobb színész drámasorozatban |
| --- | --- |
| - A Grace klinika - Hősök - Doktor House - Kyle, a rejtélyes idegen - Lost – Eltűntek | - Hugh Laurie – Doktor House - Matthew Fox – Lost – Eltűntek - Wentworth Miller – A szökés - Jared Padalecki – Odaát - Milo Ventimiglia – Hősök                                |
| Legjobb színésznő drámasorozatban | Legjobb vígjátéksorozat |
| - Hayden Panettiere – Hősök - Emily Deschanel – Dr. Csont - Katherine Heigl – A Grace klinika - Jennifer Love Hewitt – Szellemekkel suttogó - Evangeline Lilly – Lost – Eltűntek                   | - Hannah Montana - Született feleségek - Törtetők - The Office - Címplapsztori                                                                                                 |
| Legjobb színész vígjátéksorozatban | Legjobb színésznő vígjátéksorozatban |
| - Steve Carell – The Office - Adrian Grenier – Törtetők - Neil Patrick Harris – Így jártam anyátokkal - Charlie Sheen – Két pasi – meg egy kicsi - David Spade – Egy kapcsolat szabályai           | - Miley Cyrus – Hannah Montana - America Ferrera – Ki ez a lány? - Eva Longoria – Született feleségek - Tia Mowry – The Game - Emma Roberts – Nincs mese                       |
| Legjobb tévéfilm | Legjobb valóságshow |
| - Szerelmes hangjegyek 2. - Sarah beavatása - Ugorj be! - Life Is Not a Fairy Tale - The Naked Brothers Band: The Movie                                                                            | - American Idol - America’s Next Top Model - Dancing with the Stars - The Hills - Pussycat Dolls Present                                                                       |
| Legjobb rajzfilmsorozat | Legkiemelkedőbb műsor |
| - A Simpson család - Aqua Teen Hunger Force - Family Guy - Lil' Bush - South Park | - Hősök - Friday night lights – Tiszta szívvel foci - October Road - South of Nowhere - Ki ez a lány?                                                                          |
| Legjobb férfi valóságshowszereplő | Legjobb női valóságshowszereplő |
| - Sanjaya Malakar – American Idol - Flavor Flav – Flavor of Love - Apolo Ohno – Dancing with the Stars - A Simmons testvérek – Run's House - The Three 6 Mafia – Adventures in Hollyhood           | - Lauren Conrad – The Hills - Jaslene Gonzalez – America's Next Top Model - Paris Hilton – The Simple Life - Tiffany Pollard – I Love New York - Jordin Sparks – American Idol |
| Legjobb áttörő alakítást nyújtó színész | Legjobb segítőtárs |
| - America Ferrera – Ki ez a lány? - Matt Dallas – Kyle, a rejtélyes idegen - Taylor Kitsch – Friday night lights – Tiszta szívvel foci - Masi Oka – Hősök - Hayden Panettiere – Hősök              | - Allison Mack – Smallville - Kevin Dillon – Törtetők - Donald Faison – Dokik - Jerry Ferrara – Törtetők - Jorge Garcia – Lost – Eltűntek                                      |
| Legjobb tévés személyiség | Legjobb tévés főgonosz |
| - Tyra Banks – America's Next Top Model és The Tyra Banks Show - Nick Cannon – Wild 'n Out - Simon Cowell – American Idol - Ryan Seacrest – American Idol - Bruno Tonioli – Dancing with the Stars | - Vanessa L. Williams – Ki ez a lány? - Michael Emerson – Lost – Eltűntek - Robert Knepper – A szökés - Zachary Quinto – Hősök - Michael Rosenbaum – Smallville                |
| Legjobb nyári sorozat | |
| - A Degrassi gimi - America's Got Talent - Don't Forget the Lyrics! - The Singing Bee - So You Think You Can Dance                                                                                 | |

### Zene
| Legjobb férfi zenész | Legjobb női zenész |
| --- | --- |
| - Justin Timberlake - Bow Wow - John Mayer - Ne-Yo - Timbaland | - Fergie - Nelly Furtado - Rihanna - Gwen Stefani - Carrie Underwood |
| Legjobb rapper | Legjobb rockzenész |
| - Timbaland - Fabolous - Ludacris - T.I. - Young Jeezy | - Fall Out Boy - The All-American Rejects - Linkin Park - Maroon 5 - Red Hot Chili Peppers |
| Legkiemelkedőbb együttes | Legjobb R&B zenész |
| - Gym Class Heroes - Daughtry - The Fray - Hinder - Shop Boyz | - Rihanna - Akon - Beyoncé - Chris Brown - Ne-Yo |
| Legjobb zeneszám | Legjobb rap/Hip-Hopszám |
| - "Girlfriend" – Avril Lavigne - "Cupid's Chokehold" – Gym Class Heroes feat. Patrick Stump - "Give It to Me" – Timbaland feat. Nelly Furtado, Justin Timberlake - "The Sweet Escape" – Gwen Stefani feat. Akon - "Umbrella" – Rihanna feat. Jay-Z | - "The Way I Are" – Timbaland feat. Keri Hilson, D.O.E. - "Buy U a Drank (Shawty Snappin')" – T-Pain feat. Yung Joc - "Party Like a Rockstar" – Shop Boyz - "Pop, Lock & Drop It" – Huey - "This Is Why I'm Hot" – Mims |
| Legjobb rockszám | Legjobb R&B-szám |
| - "Thnks fr th Mmrs" – Fall Out Boy - "Better Than Me" – Hinder - "It's Not Over" – Daughtry - "Makes Me Wonder" – Maroon 5 - "What I've Done" – Linkin Park                                                                                       | - "Beautiful Girls" – Sean Kingston - "Because of You" – Ne-Yo - "Get It Shawty" – Lloyd - "Last Night" – Diddy feat. Keyshia Cole - "Wall to Wall" – Chris Brown                                                       |
| Legjobb szerelmes szám | Legjobb szakítós szám |
| - "With Love" – Hilary Duff - "Don't Matter" – Akon - "First Time" – Lifehouse - "Lost Without U" – Robin Thicke - "Stolen" – Dashboard Confessional                                                                                               | - "What Goes Around... Comes Around" – Justin Timberlake - "Before He Cheats" – Carrie Underwood - "Irreplaceable" – Beyoncé - "Never Again" – Kelly Clarkson - "U + Ur Hand" – Pink                                    |
| Legkiemelkedőbb férfi zenész | Legkiemelkedőbb női zenész |
| - Akon - Lloyd - Mika - Mims - Robin Thicke | - Vanessa Hudgens - Lily Allen - Corinne Bailey Rae - Katharine McPhee - Amy Winehouse |
| Legjobb nyári zenész | Legjobb nyári szám |
| - Miley Cyrus - Fergie - Avril Lavigne - Maroon 5 - Rihanna | - "Hey There Delilah" – Plain White T's - "Beautiful Girls" – Sean Kingston - "Lip Gloss" – Lil Mama - "Party Like a Rockstar" – Shop Boyz - "Shut Up and Drive" – Rihanna                                              |

### Egyéb
| Legjobb férfi atléta | Legjobb női atléta                                                                                        |
| --- | --- |
| - Tiger Woods - LeBron James - Peyton Manning - Alex Rodriguez - Dwyane Wade | - Maria Sharapova - Rags to Riches - A Rutgers női kosárlabdacsapata - Annika Sörenstam - Serena Williams |
| Legjobb férfi akciósportoló | Legjobb női akciósportoló                                                                                 |
| - Shaun White - Andy Irons - Ryan Nyquist - Ryan Sheckler - Kelly Slater | - Lisa Andersen - Gretchen Bleiler - Dallas Friday - Kristi Leskinen - Hannah Teter                       |
| Legmegdöbbentőbb történés | Legjobb humorista                                                                                         |
| - Britney Spears kopaszra borotválta magát - Larry Birkhead Dannielynn apja - Paris Hilton börtönbe ment, aztán kijött a börtönből, aztán visszament a börtönbe - Lindsay Lohan rehabra ment, aztán kijött a rehabból, aztán visszament a rehabra - Sanjaya Malakar egy műsólymon sportolt az American Idolban | - Dane Cook - Jack Black - Will Ferrell - David Spade - Katt Williams                                     |
| Legszexibb férfi | Legszexibb nő                                                                                             |
| - Zac Efron - Orlando Bloom - Josh Duhamel - Taylor Kitsch - T.I. | - Jessica Alba - Jessica Biel - Megan Fox - Hayden Panettiere - Rihanna                                   |
| Legjobb V-Cast videó | |
| - The Hills - Criss Angel: Mindfreak - Ford Models - Mind of Mencia - Prom Queen | |

## Műsorvezetők
A gálán az alábbi műsorvezetők működtek közre:
- Megan Fox
- Dwayne Johnson
- Ryan Reynolds
- Nikki Blonsky
- Jonas Brothers
- Miley Cyrus
- Sum 41
- Jared Padalecki
- Eve
- David Spade
- Ashley Jensen
- America Ferrera
- David Boreanaz
- Emily Deschanel
- Michael Cera
- Jonah Hill
- Christopher Mintz-Plasse
- Jason Lee
- Justin Long
- Apolo Anton Ohno
- Jordin Sparks
- Chingy
- Ludacris
- Greg Oden
- Adrianne Palicki
- Taylor Kitsch
- Keke Palmer
- Emmy Rossum
- Jessica Alba
- Dane Cook
- Bow Wow
- Omarion
- Ashlee Simpson

## Fordítás
- Ez a szócikk részben vagy egészben  a(z)   2007 Teen Choice Awards című angol Wikipédia-szócikk fordításán alapul.  Az eredeti cikk szerkesztőit annak laptörténete sorolja fel. Ez a jelzés csupán a megfogalmazás eredetét és a szerzői jogokat jelzi, nem szolgál a cikkben szereplő információk forrásmegjelöléseként.